# Вулиця Платона Майбороди
Вулиця Платона Майбороди — вулиця у місті Сміла Черкаської області. Розпочинається від вул. Соборної, закінчується виходом на залізницю по вул. Одеській. Названа на честь видатного українського композитора Платона Майбороди.